# Kristallskådning
Kristallskådning är en spådomsmetod som har använts många gånger genom historien. Kristallskådarna har inte bara använt sig av kristallkulor utan även speglar (vilket kallas katoptromanti) och vattenpölar. Huvudsaken var att det blänkte.
En Oxfordsakademiker från sekelskiftet, Andrew Lang, gjorde forskningsarbete inom detta område. Han beskrev att en del människor kunde se glaskulan bli mjölkig, men sen såg de inte mer. Andra såg endast svartvita eller orörliga bilder av människor eller landskap. Sedan fanns det personer som såg rörliga färgbilder. En ytterst liten grupp, kunde bevittna en verklig händelse, sedan kulan försvunnit ur blickfältet. I några få dokumenterade fall, hade två personer sett samma sak.
En del av förklaringen enligt Lang var att kristallskådaren medvetet eller omedvetet frammanade bilder som fanns lagrade i hjärnan.